# Ville-Savoye
Ville-Savoye település Franciaországban, Aisne megyében. Lakosainak száma 83 fő (2022. január 1.). Ville-Savoye Mont-Saint-Martin, Fismes és Bazoches-et-Saint-Thibaut községekkel határos.

## Népesség
A település népessége az elmúlt években az alábbi módon változott:
| Lakosok száma | 64   | 55   | 55   | 58   | 65   | 76   | 82   | 82   | 82   | 83   |
|               | 1968 | 1982 | 1990 | 2006 | 2013 | 2015 | 2017 | 2019 | 2020 | 2022 |